# Naturschutzgebiet Fronnenbroich/Buschhorner Bruch
Das Naturschutzgebiet Fronnenbroich/Buschhorner Bruch liegt südlich von Buschhorn im Stadtteil Nußbaum von Bergisch Gladbach. Es wird umgrenzt vom Hufer Weg im Westen, dem Nußbaumer Weg im Norden und den bebauten Flächen von Nußbaum im Osten und Süden. Nördlich vom Nussbaumer Weg, der hier die Wasserseide markiert,  grenzt das etwa 38 ha große  Naturschutzgebiet Bechsiefen und Hundberger Siefen an.

## Vegetation
Der Naturschutz dient der Erhaltung und Sicherung eines moorigsauren Bruchwalds mit Birken, Gagelstrauchgewächsen und einem Kalksumpf mit gefährdeten Pflanzenarten. Geschützt werden sollen darüber hinaus die naturnahen Erlen-, Eschen-, Moor-Birken- und Laubmischwaldbestände als Lebensräume seltener Tier- und Pflanzenarten (Libellen, Vögel, Pflanzen). Weiterhin sollen der Wasserhaushalt in den Brüchen und Sumpfflächen, die Auwälder, die Bruch- und Sumpfwälder sowie Stillgewässer geschützt werden.

## Geschichte
Das Gelände war Teil der alten Paffrather Allmende, die bis ins 18. Jahrhundert aus den fünf Gewannen oberste Gemeinde, unterste Gemeinde, dem Dickholz, der Krabben und dem Fronnenbroich bestand. Diese Wälder dienten früher in erster Linie bestimmten Gemeindemitgliedern zur Gewinnung von Brenn- und Bauholz.

### Bergbau
Von 1848 bis 1884 wurde hier auf der Grube Eduard & Amalia Bergbau auf Eisenerz, Bleierz und Schwefelkies betrieben. Anschließend kam es bis in die 1930er Jahre immer wieder mit Unterbrechungen zu einzelnen Versuchsarbeiten. Der so genannte grüne Weiher ist die Pinge von früherem Tagebau.

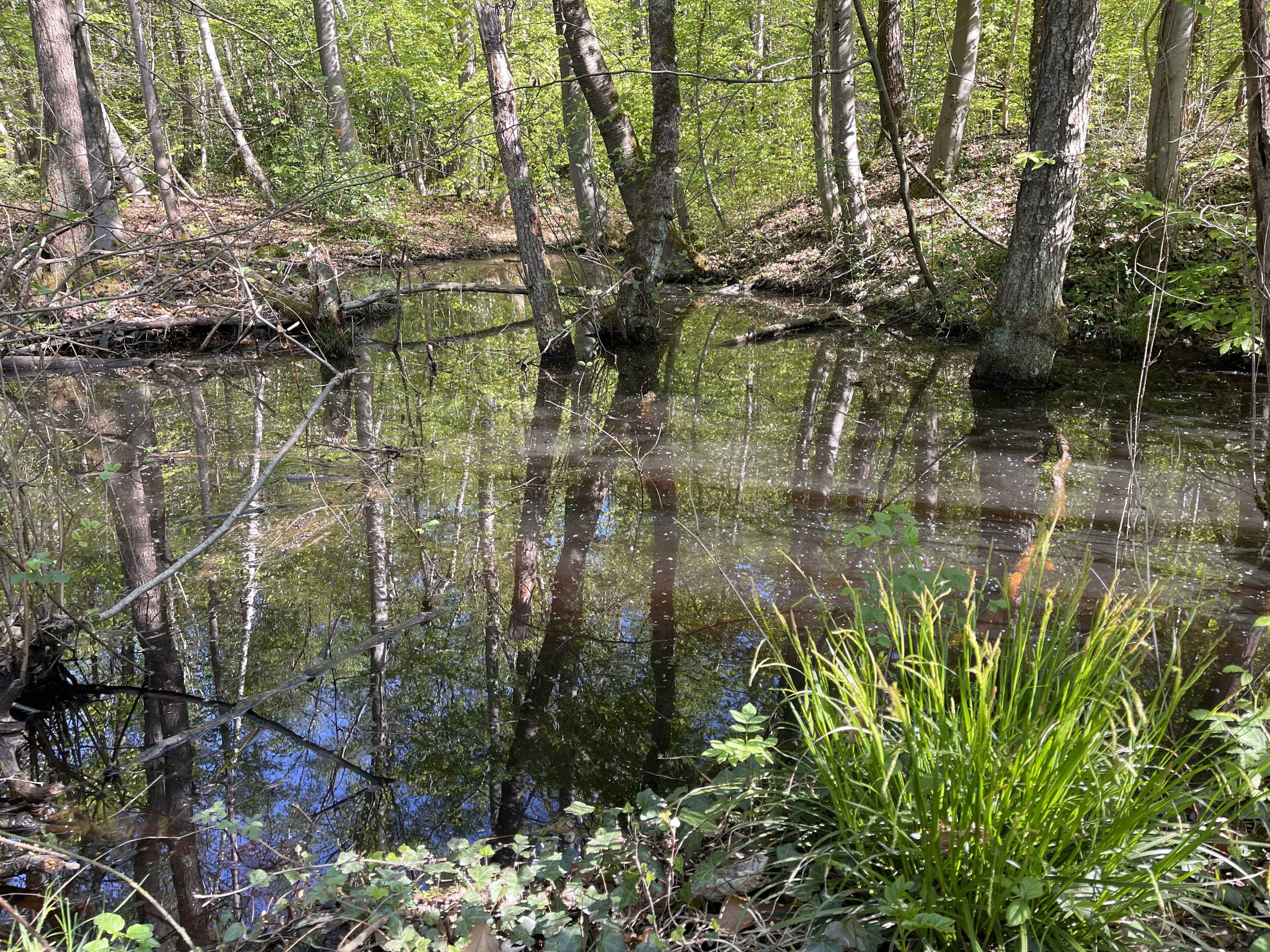
Sumpfwald im Fronnenbroich
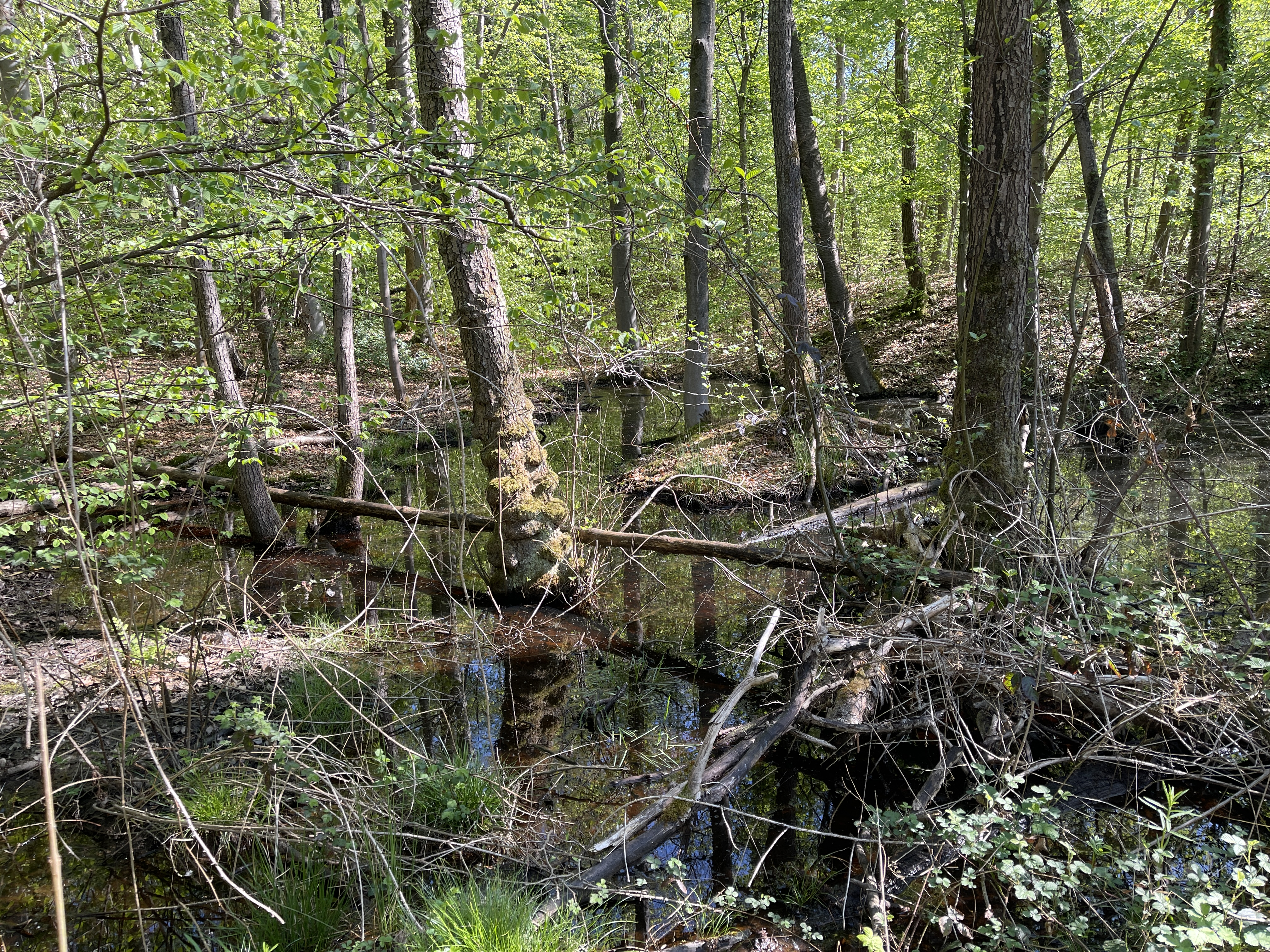
Sumpfwald Im Fronnenbroich
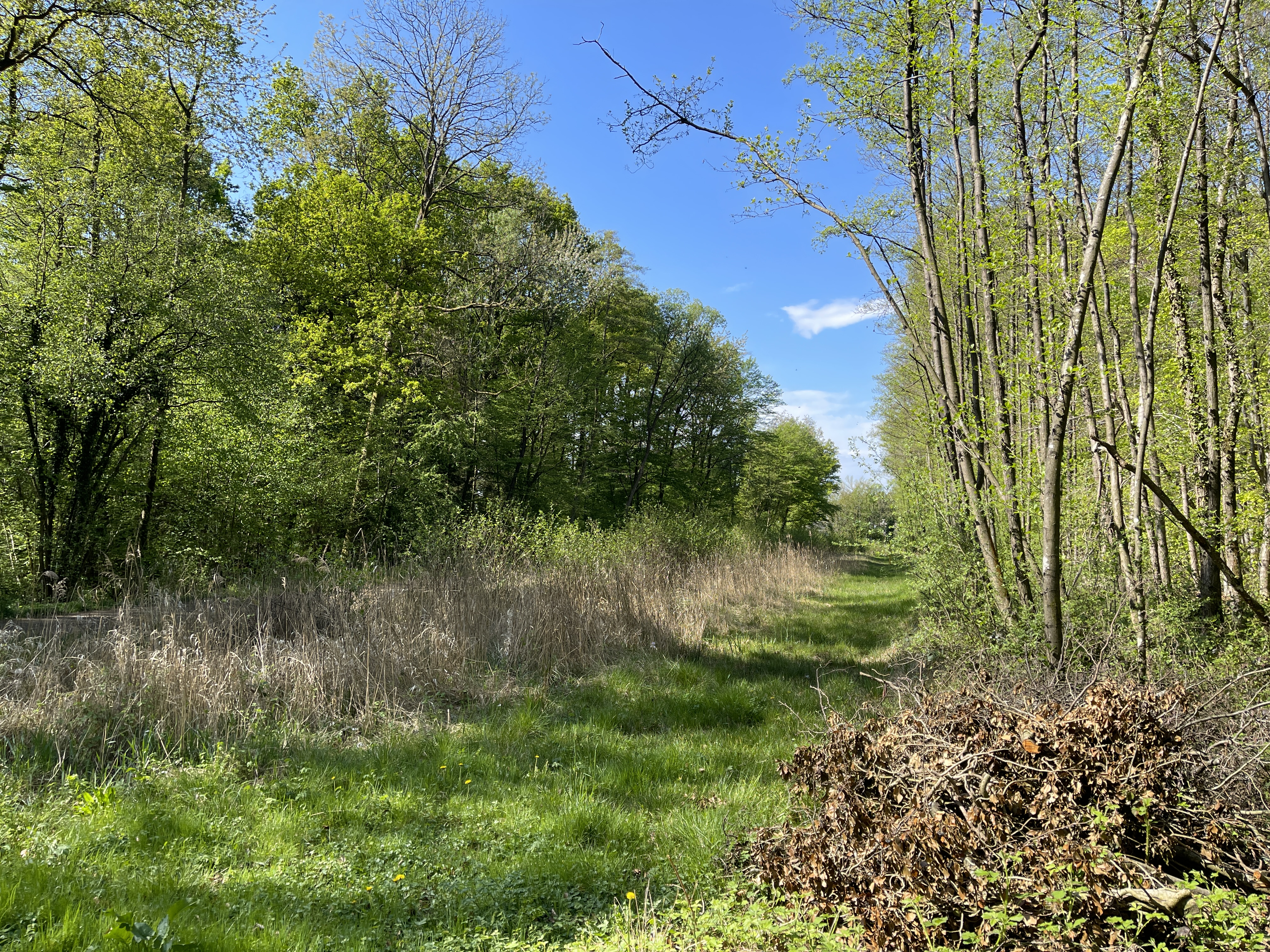
Schneise der Leitungstrasse Im Weidenbusch
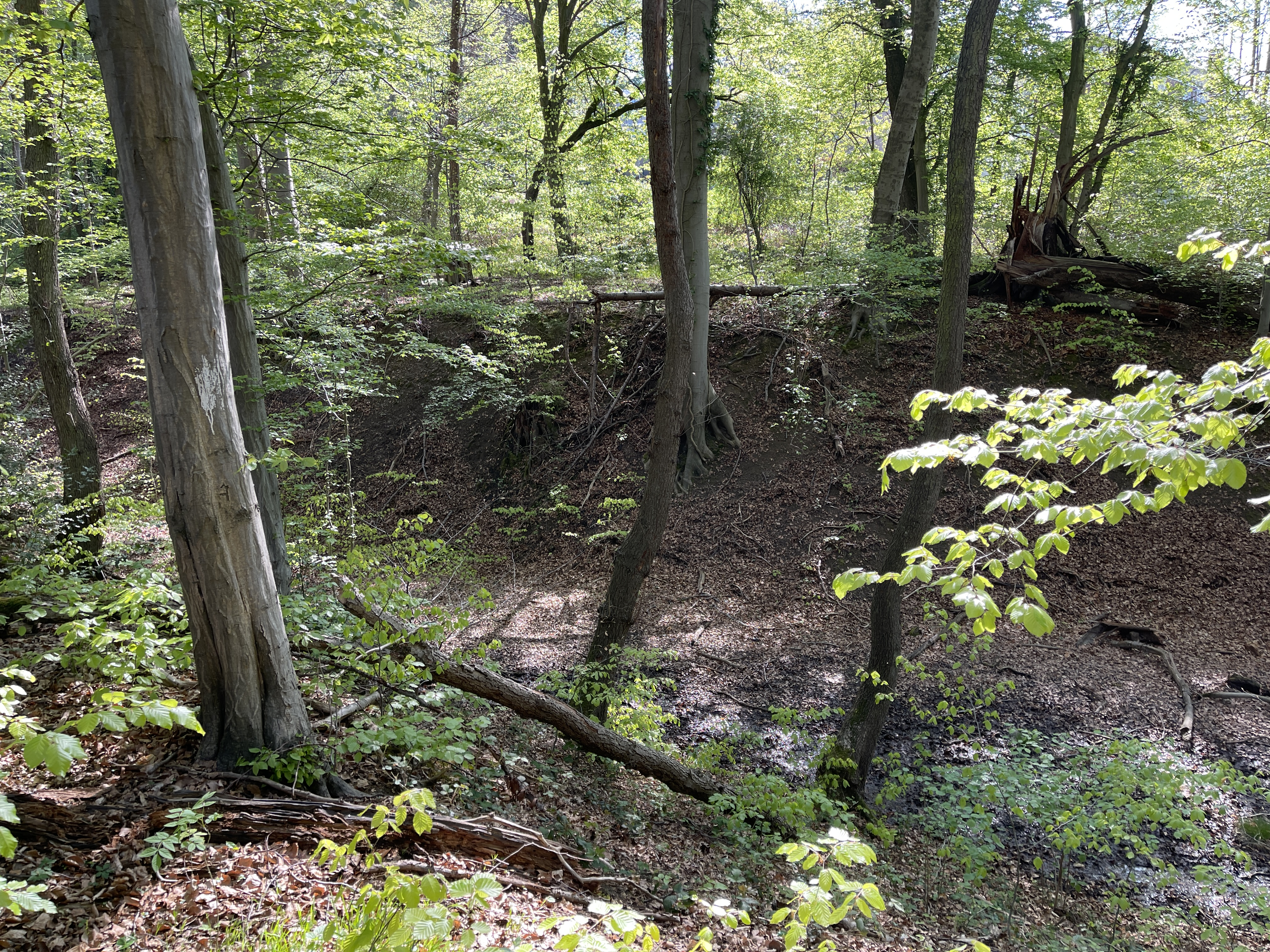
Spuren des ehem. Bergbaus im NSG
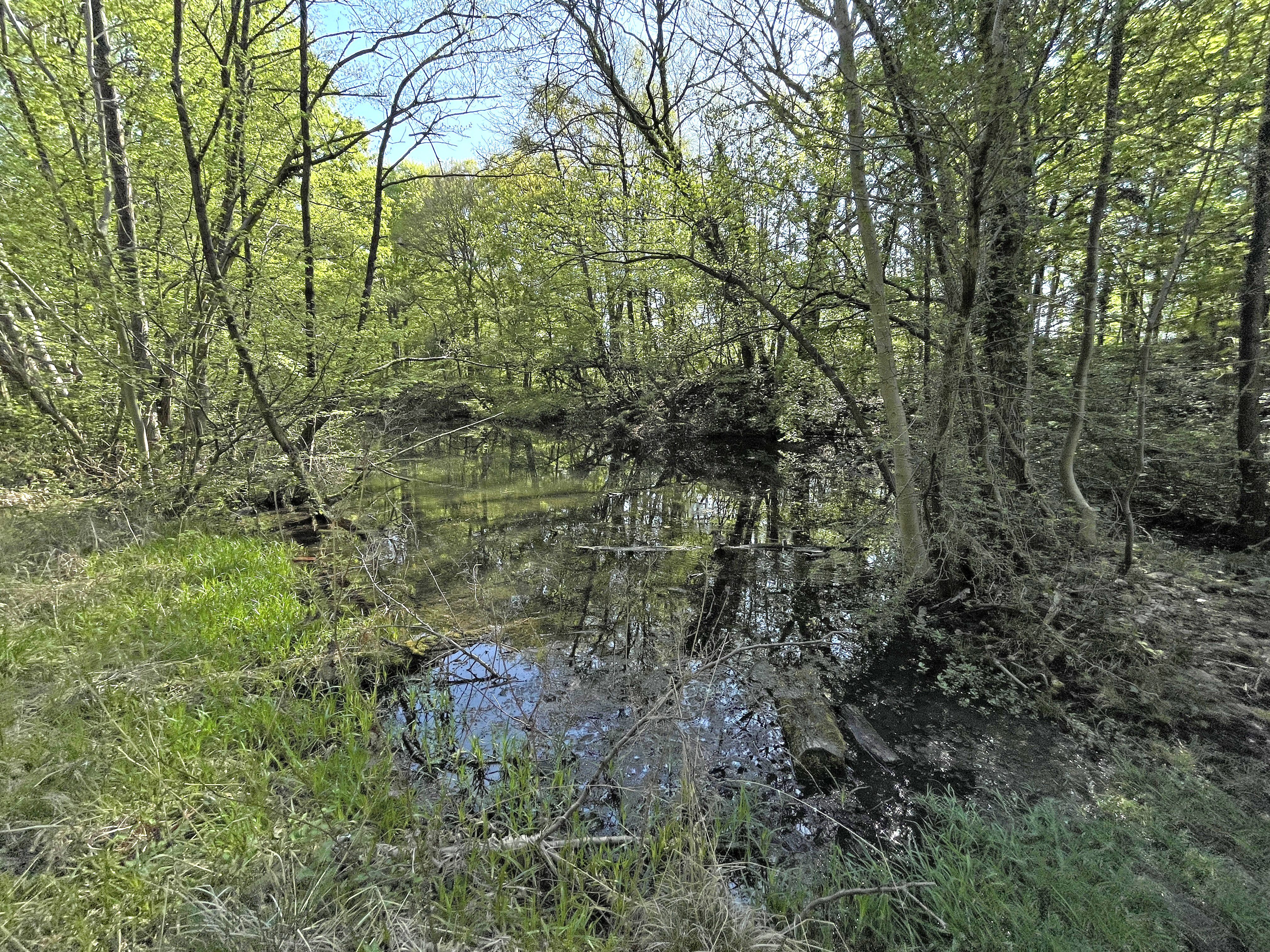
Der „Grüne See“ – ehem. Pinge
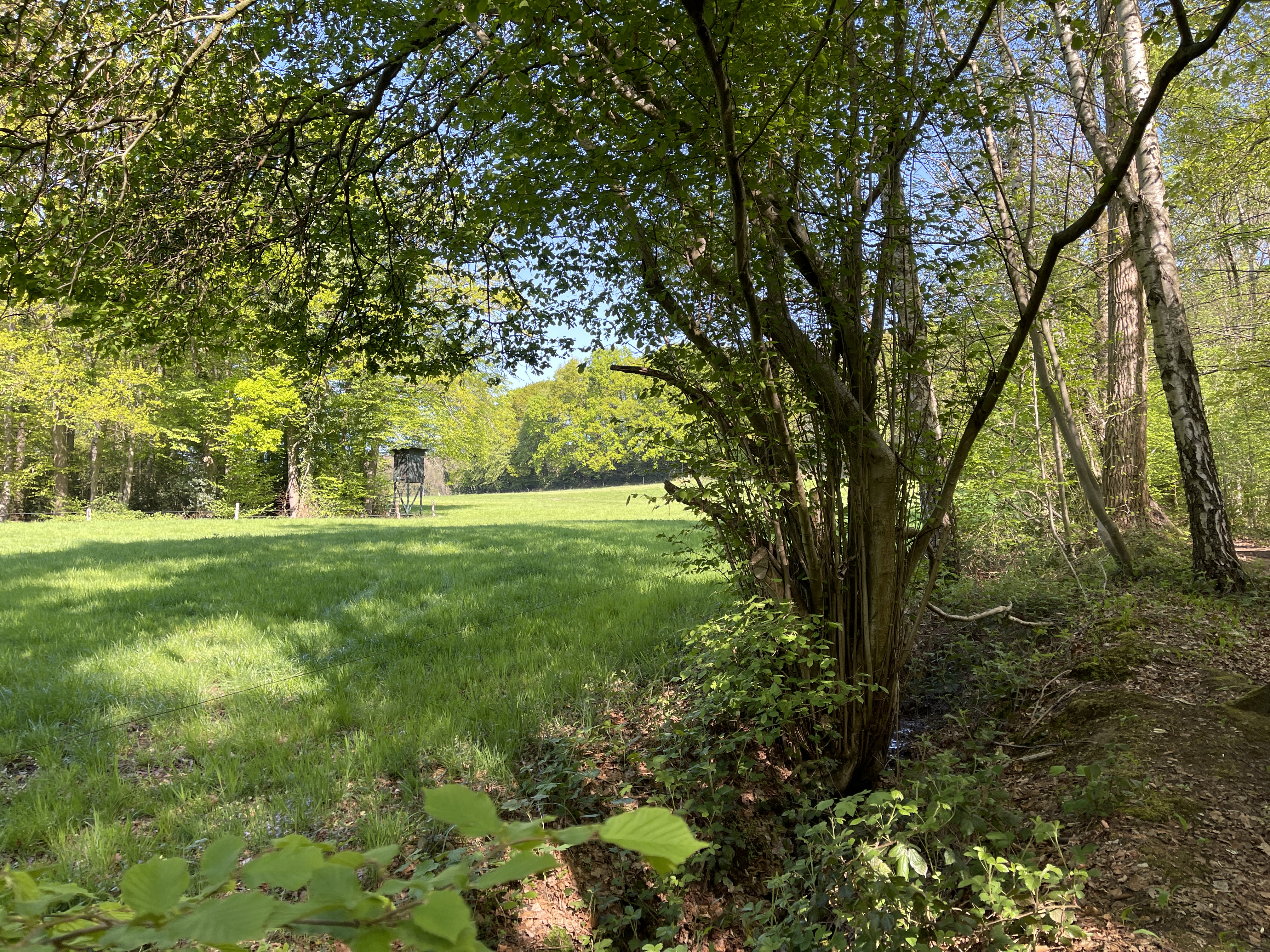
Fronnenbroicher Bach – westl. Grenze des NSG
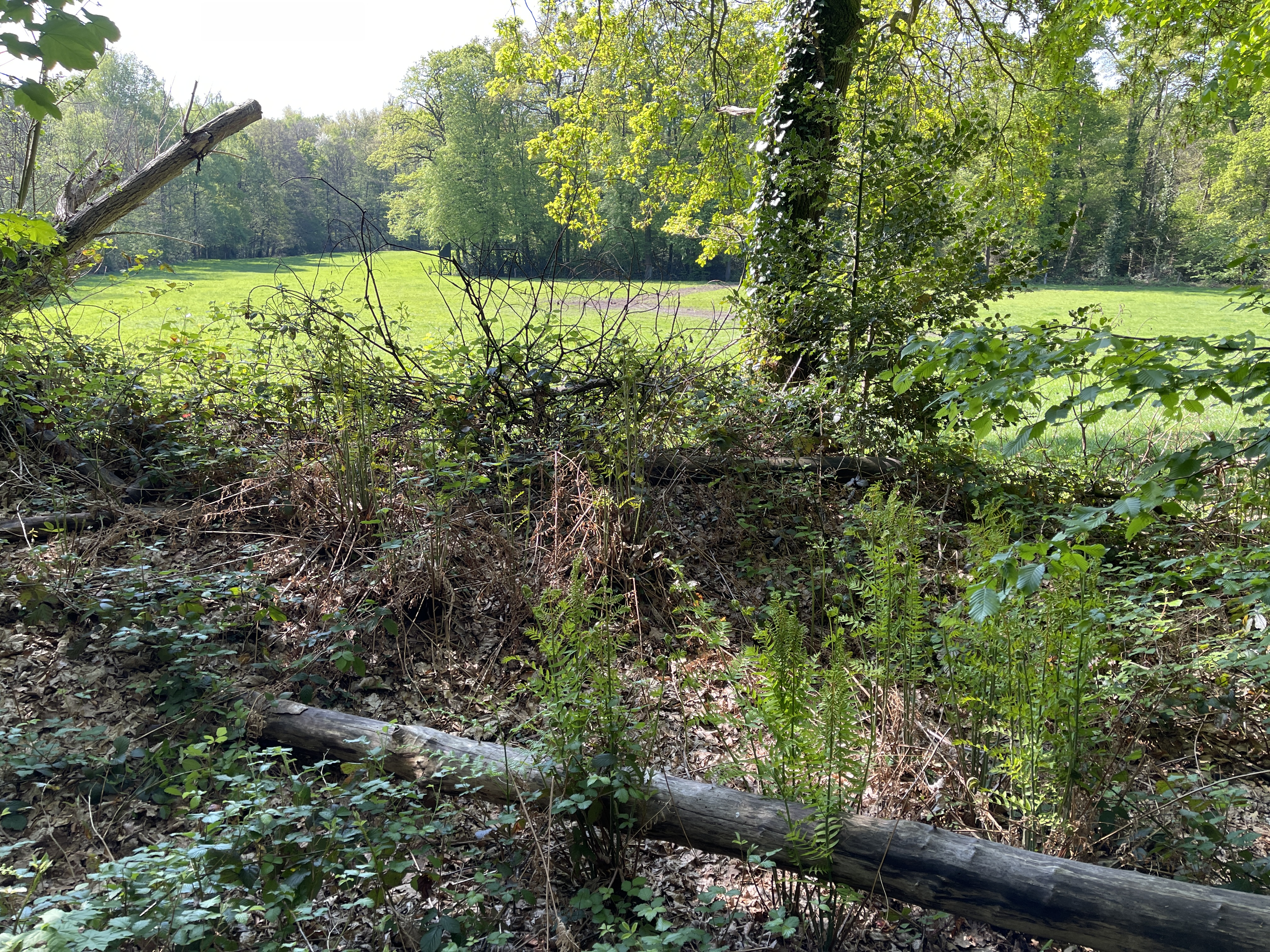
Königsfarn in Nähe der Quelle des Fronnenbroicher Baches
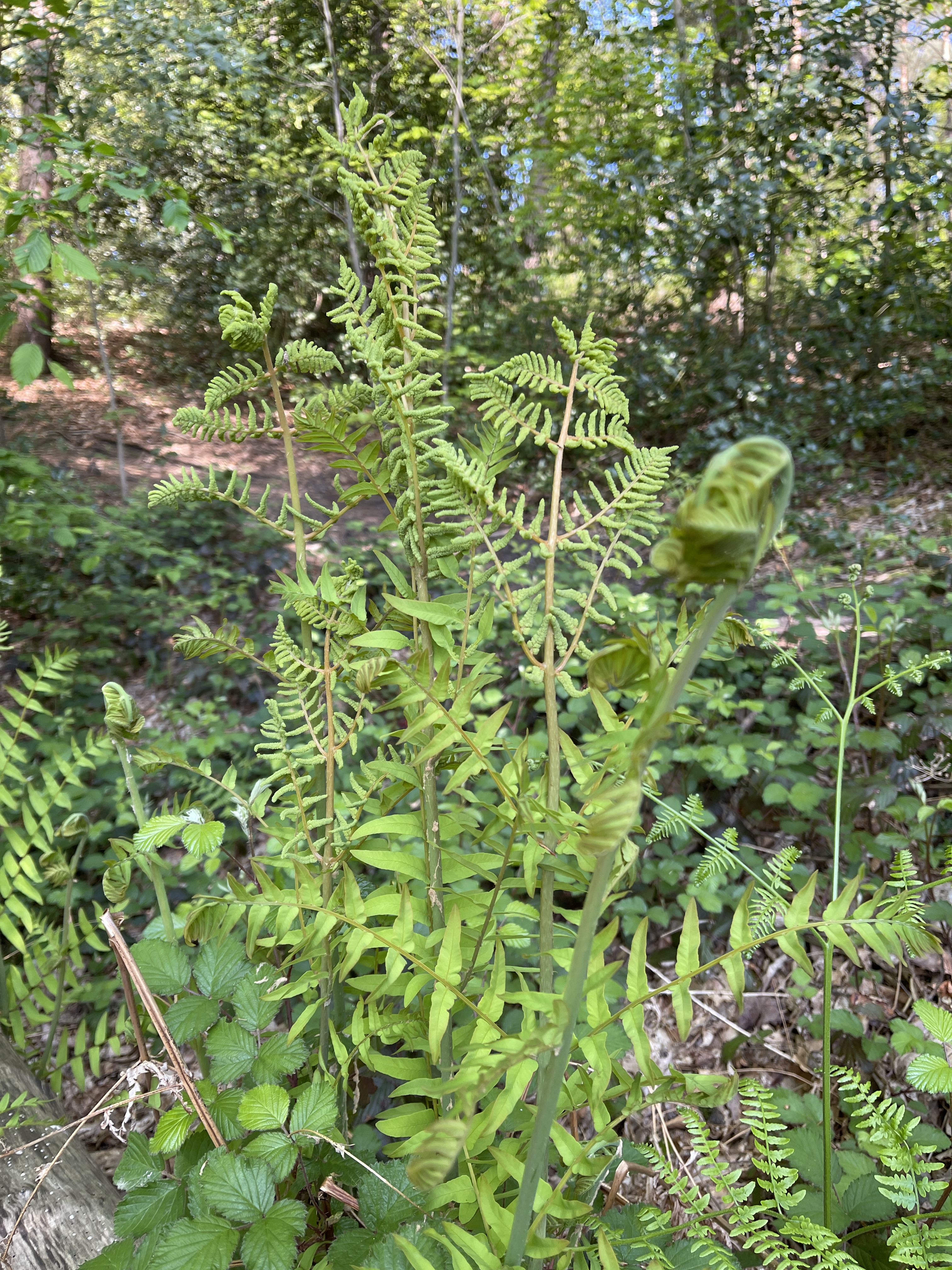
Königsfarn (Osmunda regalis)